# Riencourt-lès-Bapaume
Riencourt-lès-Bapaume là một xã trong tỉnh Pas-de-Calais, vùng Hauts-de-France, Pháp.

## Địa lý
Riencourt-lès-Bapaume lies 19 dặm (31 km) về phía nam Arras, tại giao lộ của các tuyến đường D11E và N17.

## Dân số
| 1962                                                              | 1968 | 1975 | 1982 | 1990 | 1999 | 2006 |
| ----------------------------------------------------------------- | ---- | ---- | ---- | ---- | ---- | ---- |
| 41                                                                | 42   | 29   | 43   | 29   | 25   | 32   |
| Số liệu điều tra dân số tính từ năm 1962, dân số chỉ tính một lần |      |      |      |      |      |      |

## Địa điểm nổi bật
- Nhà thờ Notre-Dame, xây lại sau đệ nhất thế chiến.